# Ulmus americana
Ulmus americana, el Olmo americano u Olmo blanco, es una especie de árbol perteneciente a la familia de las ulmáceas.

## Distribución y hábitat
Es originaria del este de Norteamérica, que va desde Nueva Escocia al oeste hasta llegar a la Columbia Británica, desde el norte de Alberta en el extremo de su zona de distribución, al sur hasta Florida y el centro de Texas. Es un árbol extremadamente duro que puede soportar temperaturas invernales de hasta −42 °C. Árboles en zonas no afectadas por la grafiosis pueden vivir durante varios cientos de años. Un ejemplo destacado de la especie es el Olmo de Sauble, , que crecía en Ontario, Canadá, hasta una altura de 43 m, con un diámetro de 196 cm antes de sucumbir a la grafiosis. Cayó en 1968 y el recuento de sus anillos estableció que había germinado en 1703.

## Descripción
El olmo americano es un árbol caducifolio, que, antes de la llegada de la grafiosis, usualmente crece hasta > 30 m de alto con un tronco de > 1,2 m de diámetro.

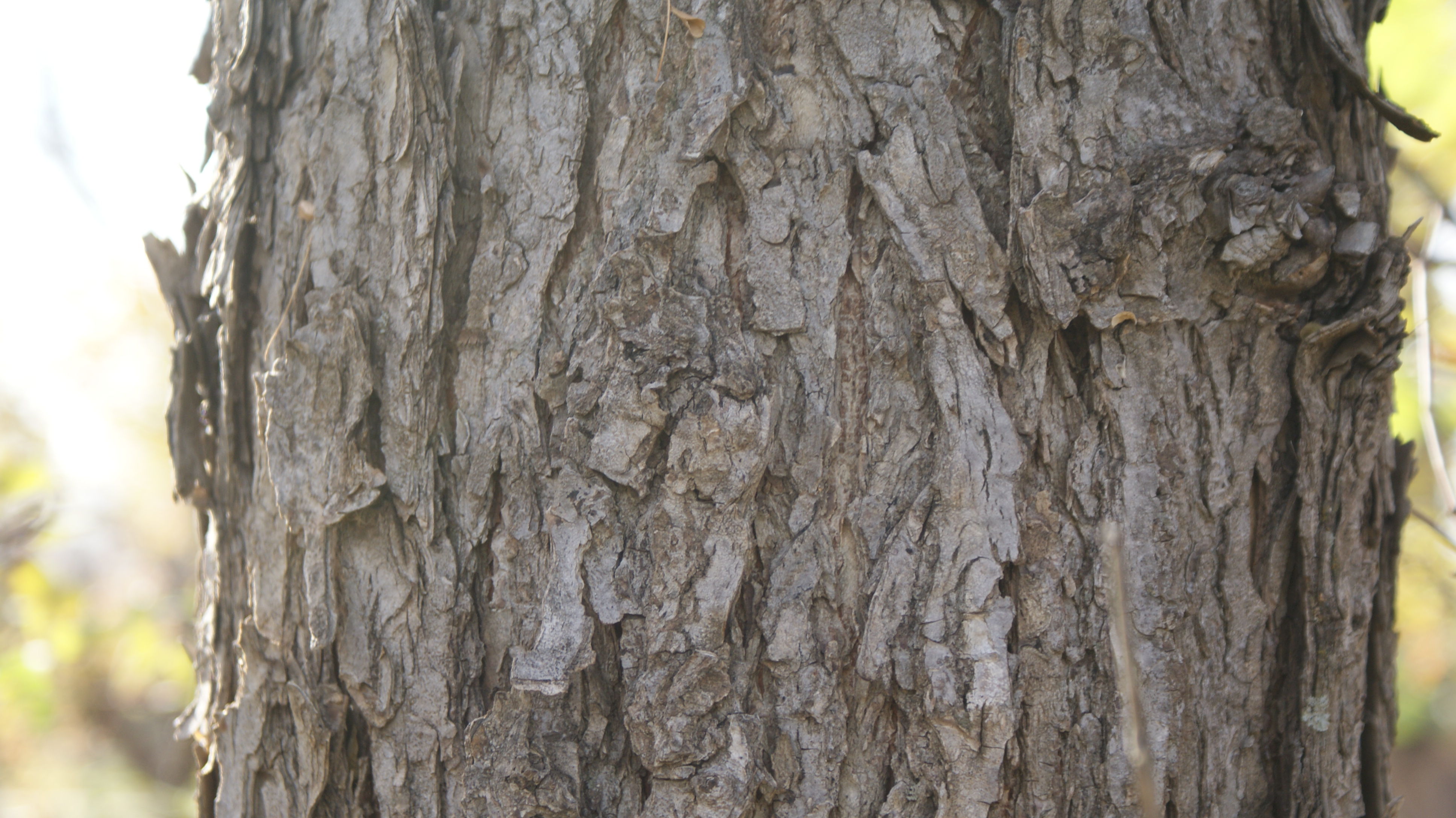
Corteza

 La corona forma una copa alta y que se dispersa con un amplio espacio de aire por debajo. Las hojas son alternas, 7–20 cm de largo, con bordes doble serrados y una base oblicua. El árbol es hermafrodita, teniendo flores perfectas, (esto es, con partes tanto femeninas como masculinas) y es por lo tanto capaz de autopolinizarse. Las flores son pequeñas, de color pardo purpúreo, y al ser polinizadas por vía aérea, son apétalas; surgen a principios de la primavera, antes de que salgan las hojas. El fruto es una sámara plana de 2 cm de largo y 1,5 cm de ancho, con un ala circular rodeando la simple semilla de 4–5 mm.

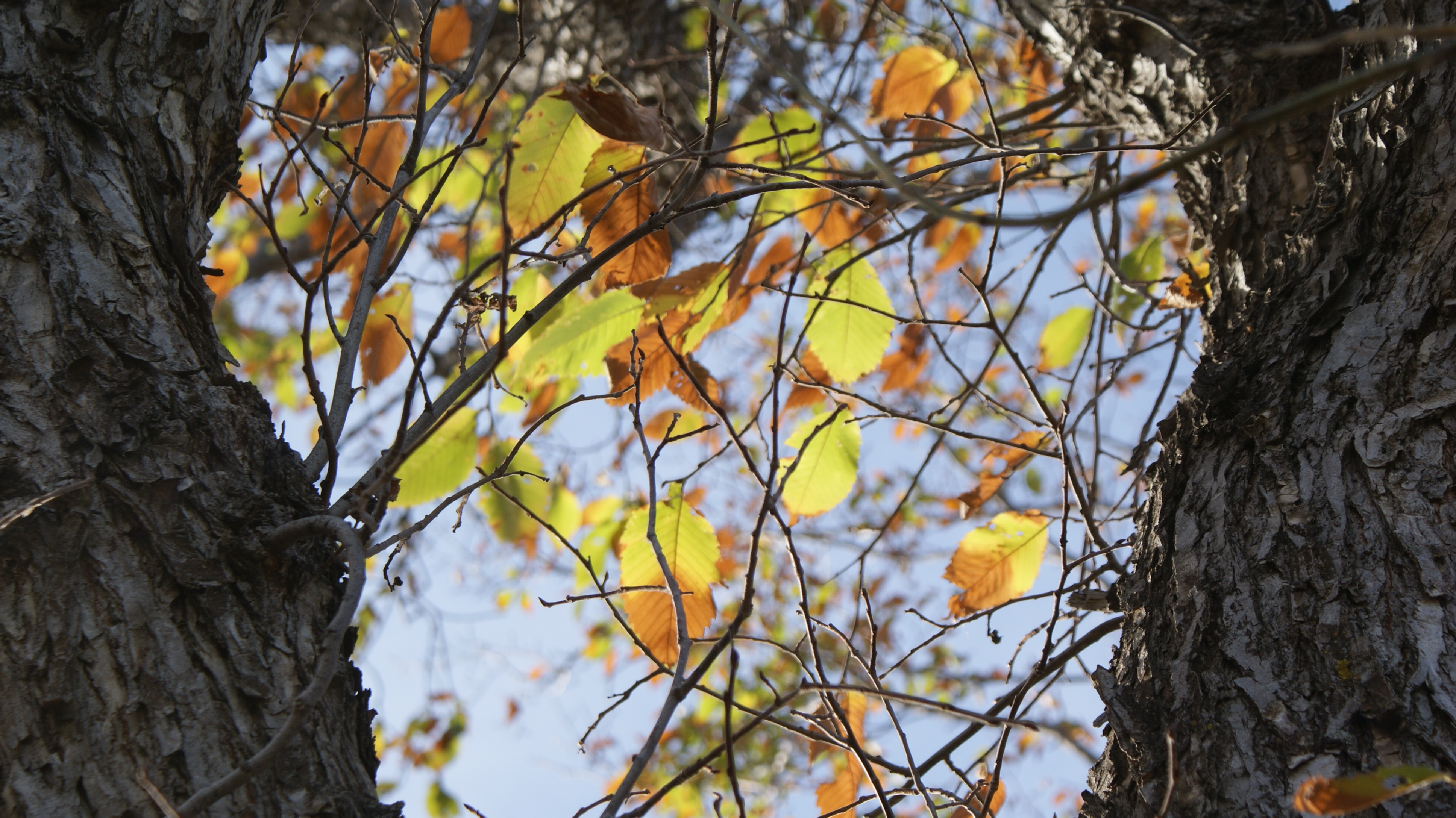
Hojas

 Como la especie europea emparentada, olmo temblón (U. laevis), las flores y las semillas surgen en tallos de 1–3 cm de largo. El olmo americano es en conjunto insensible a la longitud de la luz del día (fotoperíodo), y seguirá creciendo bien en otoño hasta que lo lesione la helada. El árbol alcanza la madurez sexual alrededor de los 150 años de edad y es único dentro del género por ser tetraploide, esto es tiene el doble del número normal de cromosomas. Sin embargo, actualmente es infrecuente que el árbol alcance los cien años de edad, debido a su susceptibilidad a la grafiosis. El olmo americano es el árbol del estado de Massachusetts y el de Dakota del Norte.

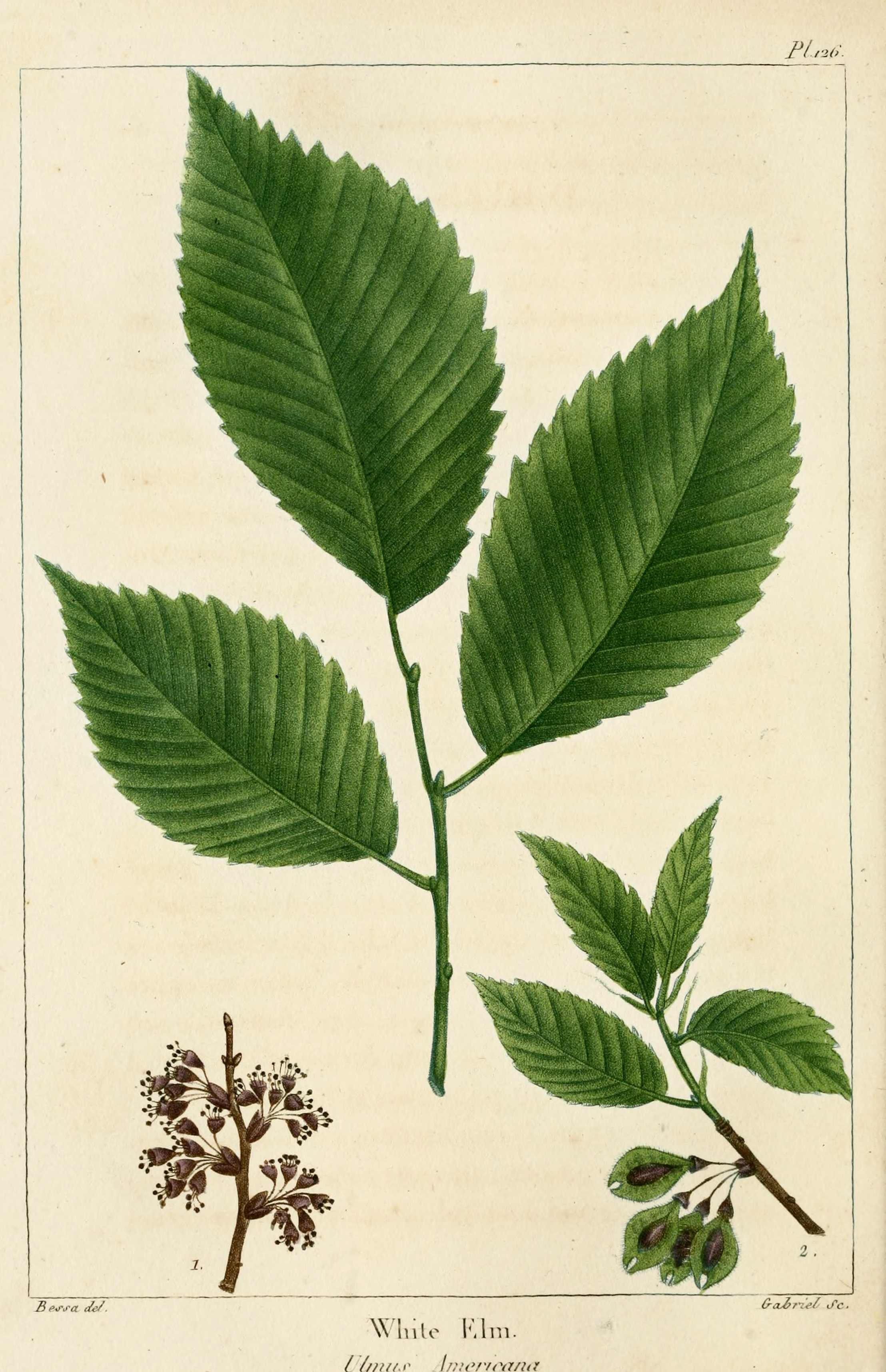
Ilustración

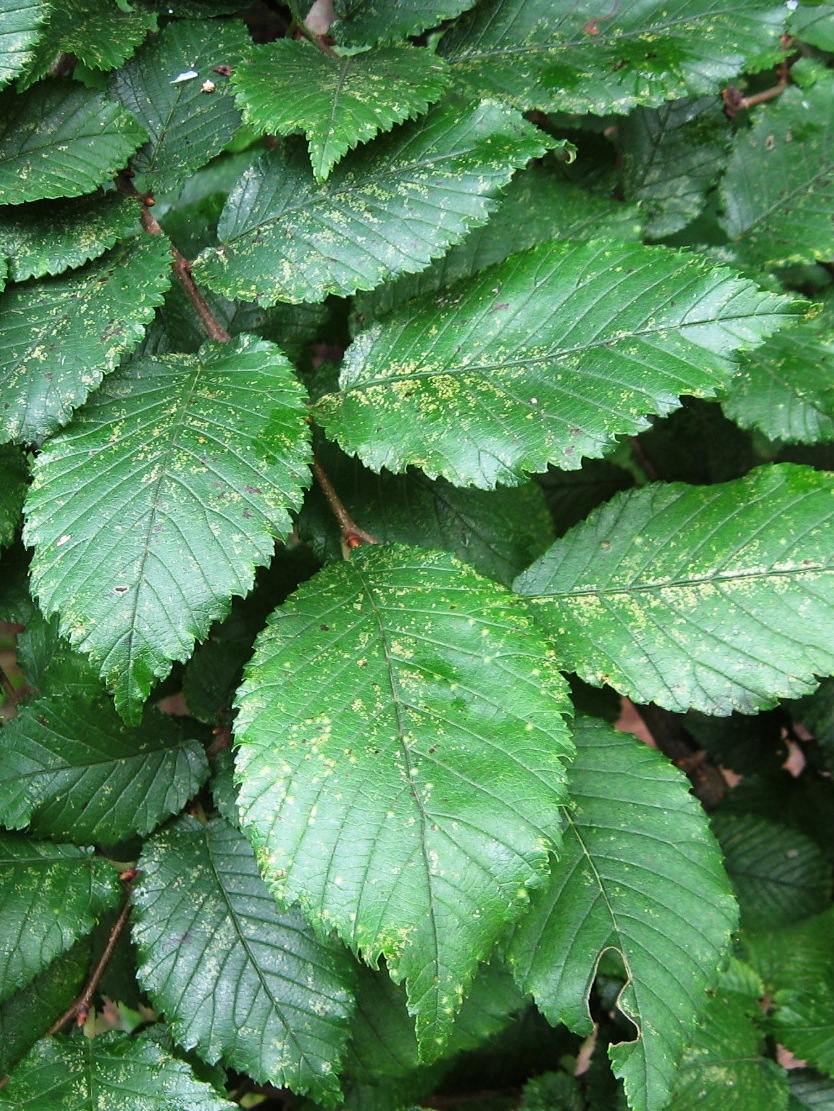
Hojas

## Taxonomía
Ulmus americana fue descrito por Carlos Linneo y publicado en [[Species Plantarum 1: 226. 1753. 
Etimología
Ulmus: nombre genérico que es el nombre clásico griego para el olmo.
americana: epíteto geográfico que alude a su localización en América.
Sinonimia
- Ulmus alba ( not Kit.), Raf.
- Ulmus dentata Raf.
- Ulmus floridana Chapm.
- Ulmus mollifolia Marshall
- Ulmus obovata Raf.
- Ulmus pendula Willd.
- Ulmus pubescens Walter[5]